# Kronecker-Symbol
In der Mathematik ist das Kronecker-Symbol eine Verallgemeinerung des Jacobi-Symbols {\displaystyle \left({\frac {n}{m}}\right)} auf beliebige ganzzahlige {\displaystyle m}. Es wurde von dem deutschen Mathematiker Leopold Kronecker eingeführt und wird daher nach ihm benannt.

## Definition
Es sei {\displaystyle m} eine ganze Zahl ungleich 0 mit der Primfaktorzerlegung
{\displaystyle m=u\cdot p_{1}^{e_{1}}\cdots p_{k}^{e_{k}},}
wobei {\displaystyle u} eine Einheit ist (d. h. {\displaystyle u=\pm 1}) und die {\displaystyle p_{i}} Primzahlen bezeichnen.
Ist {\displaystyle n} eine ganze Zahl, so ist das Kronecker-Symbol {\displaystyle \left({\frac {n}{m}}\right)} definiert durch
{\displaystyle \left({\frac {n}{m}}\right)=\left({\frac {n}{u}}\right)\prod _{i=1}^{k}\left({\frac {n}{p_{i}}}\right)^{e_{i}}.}
Für ungerade {\displaystyle p_{i}} ist die Zahl {\displaystyle \left({\frac {n}{p_{i}}}\right)} einfach das gewöhnliche Legendre-Symbol.
Der Fall {\displaystyle p_{i}=2} ist getrennt zu betrachten. Wir definieren {\displaystyle \left({\frac {n}{2}}\right)} durch
{\displaystyle \left({\frac {n}{2}}\right)={\begin{cases}0&{\mbox{falls }}n{\mbox{ gerade,}}\\1&{\mbox{falls }}n\equiv \pm 1{\pmod {8}},\\-1&{\mbox{falls }}n\equiv \pm 3{\pmod {8}}.\end{cases}}}
Der Faktor {\displaystyle \left({\frac {n}{u}}\right)} in der Definitionsgleichung ist für {\displaystyle u=1} gleich {\displaystyle 1} (Jacobi-Symbol). Für {\displaystyle u=-1} definiert man
{\displaystyle \left({\frac {n}{-1}}\right)={\begin{cases}-1&{\mbox{falls }}n<0,\\1&{\mbox{falls }}n\geq 0.\end{cases}}}
Schließlich setzt man noch
{\displaystyle \left({\frac {n}{0}}\right)={\begin{cases}1&{\text{falls }}n=\pm 1,\\0&{\text{sonst.}}\end{cases}}}
Durch diese Erweiterungen lässt sich das Kronecker-Symbol für alle ganzen Zahlen {\displaystyle n,m} definieren.
Bei einigen Autoren wird das Kronecker-Symbol nur unter einschränkenden Voraussetzungen definiert, beispielsweise {\displaystyle n\equiv 0,1{\bmod {4}}} und {\displaystyle m>0}.
Für ungerades {\displaystyle m} stimmt das Kronecker-Symbol mit dem Jacobi-Symbol überein.

## Eigenschaften
Das Kronecker-Symbol teilt – mit gewissen Einschränkungen – viele grundlegende Eigenschaften mit dem Jacobi-Symbol:
- {\displaystyle \left({\tfrac {a}{n}}\right)=\pm 1,} falls {\displaystyle \mathop {\rm {ggT}} (a,n)=1}, sonst {\displaystyle \left({\tfrac {a}{n}}\right)=0}.
- {\displaystyle \left({\tfrac {ab}{n}}\right)=\left({\tfrac {a}{n}}\right)\left({\tfrac {b}{n}}\right),} außer wenn {\displaystyle n=-1} gilt und eine der Zahlen {\displaystyle a,b} gleich 0 ist und die andere negativ.
- {\displaystyle \left({\tfrac {a}{mn}}\right)=\left({\tfrac {a}{m}}\right)\left({\tfrac {a}{n}}\right)}, außer wenn {\displaystyle a=-1} gilt und eine der Zahlen {\displaystyle m,n} gleich 0 ist und die andere einen ungeraden Anteil (siehe unten) kongruent zu {\displaystyle 3{\bmod {4}}} besitzt.
- Für {\displaystyle n>0} gilt {\displaystyle \left({\tfrac {a}{n}}\right)=\left({\tfrac {b}{n}}\right)} wenn {\displaystyle a\equiv b{\bmod {\begin{cases}4n,&{\text{falls }}n\equiv 2{\pmod {4}},\\n&{\text{sonst.}}\end{cases}}}} Wenn {\displaystyle a} und {\displaystyle b} das gleiche Vorzeichen haben, gilt diese Aussage auch für {\displaystyle n<0}.
- Für {\displaystyle a\not \equiv 3{\pmod {4}}}, {\displaystyle a\neq 0} gilt {\displaystyle \left({\tfrac {a}{m}}\right)=\left({\tfrac {a}{n}}\right)}, wenn {\displaystyle m\equiv n{\bmod {\begin{cases}4|a|,&{\text{falls }}a\equiv 2{\pmod {4}},\\|a|&{\text{sonst.}}\end{cases}}}}

Zu beachten ist, dass das Kronecker-Symbol nicht die gleiche Verbindung zum Begriff des quadratischen Rests hat wie das 
Jacobi-Symbol. Insbesondere kann für gerades {\displaystyle n} das Kronecker-Symbol {\displaystyle \left({\tfrac {a}{n}}\right)} Werte annehmen, die unabhängig davon sind, ob {\displaystyle a} ein quadratischer Rest oder Nichtrest modulo {\displaystyle n} ist.

### Quadratische Reziprozität
Das Kronecker-Symbol erfüllt die folgende Version des quadratischen Reziprozitätsgesetzes: 
Für jede ganze Zahl {\displaystyle n\neq 0} bezeichne {\displaystyle n'} den ungeraden Anteil: {\displaystyle n=2^{e}n'} mit ungeradem {\displaystyle n'} (für {\displaystyle n=0} wird {\displaystyle n'=1} gesetzt). Dann gilt die folgende symmetrische Version des quadratischen Reziprozitätsgesetzes für jedes Paar von teilerfremden ganzen Zahlen {\displaystyle m,n}:
{\displaystyle \left({\frac {m}{n}}\right)\left({\frac {n}{m}}\right)=\pm (-1)^{{\frac {m'-1}{2}}{\frac {n'-1}{2}}}}
Dabei gilt das Pluszeichen von {\displaystyle \pm }, falls {\displaystyle m\geq 0} oder {\displaystyle n\geq 0} zutrifft, und das Minuszeichen, falls {\displaystyle m<0} und {\displaystyle n<0}.
Es gibt auch eine unsymmetrische Version der quadratischen Reziprozität, die für jedes Paar teilerfremder ganzer Zahlen {\displaystyle m,n} richtig ist:
{\displaystyle \left({\frac {m}{n}}\right)\left({\frac {n}{|m|}}\right)=(-1)^{{\frac {m'-1}{2}}{\frac {n'-1}{2}}}.}
Für eine beliebige ganze Zahl {\displaystyle n} sei {\displaystyle n^{*}=(-1)^{(n'-1)/2}n}. Dann gibt es eine weitere äquivalente, unsymmetrische Version, nach der
{\displaystyle \left({\frac {m^{*}}{n}}\right)=\left({\frac {n}{|m|}}\right)}
für beliebige ganze Zahlen {\displaystyle m,n} (nicht notwendig teilerfremd) gilt.
Die Ergänzungssätze lassen sich ebenfalls für das Kronecker-Symbol verallgemeinern. Diese Gesetze folgen unmittelbar aus jeder der obigen Formulierungen des quadratischen Reziprozitätsgesetzes (anders als beim Legendre-Symbol oder beim Jacobi-Symbol, bei denen sowohl das grundlegende Gesetz als auch die Ergänzungssätze benötigt werden, um die quadratische Reziprozität vollständig zu beschreiben).
Für eine beliebige ganze Zahl {\displaystyle n} gilt
{\displaystyle \left({\frac {-1}{n}}\right)=(-1)^{\frac {n'-1}{2}},}
für eine beliebige ungerade ganze Zahl {\displaystyle n}
{\displaystyle \left({\frac {2}{n}}\right)=(-1)^{\frac {n^{2}-1}{8}}.}